# Иерусалимка
«Иерусалимка» — квартал еврейской бедноты в XVIII—XX веках в Виннице, теперь часть современного города.

## История
В конце XIX века Винница — уездный город Подольской губернии Российской империи, из более 23 000 жителей которого более половины составляли евреи. Иерусалимка начала застраиваться в конце XVIII века, как ремесленный пригород Винницы.
Иерусалимка, его знаменитое еврейское местечковое барокко Западного Подолья начало формироваться в конце XVIII века.
Население города (1878 г.) было 23 591 чел. обоего пола; православных 32,0 %, евреев 58,5 %, католиков 9,5 %. Мещан было 78,1 %, военного сословия 12,3 %. Православных церквей 5, костел 1 (римско-католический капуцинский), синагог и других еврейских молитвенных домов 13. Заводов и фабрично-промышленных заведений 16 (2 пивоваренных, 2 мыловаренных, 1 свечносальный, 1 дрожжевой, 1 табачная фабрика, 5 кирпично-черепичных, 1 медночугунолитейный, 2 типографии и 1 фотография). Общая сумма производства фабрик и заводов в 1887 г. была 84 790 р. Ярмарок бывает в году 9. По оборотам они незначительны. В городе находится реальное училище, недавно переведенное из Могилева-Подольского, 1 двухклассное еврейское училище и несколько начальных школ. 3 больницы, из них одна для евреев. Доходы в 1887 году = 54 942, а расходы = 38 004 р. Город расходовал 10 083 р. на городское самоуправление, на благоустройство 4 429 р., на народное образование 1 300 р., на благотворительность 901 р., на медицинскую часть 1 066 р. У города к 1 янв. 1888 г. было капитала 18 329 руб.; земли 2 939 дес., в том числе пахотной — 2 250 дес. При г. Виннице существуют 6 каменоломен, в которых в 1886 г. добыто 1 010 куб. саж. гранита, с 1888 и 1889 гг. — от 470—500 ежегодно.
Сегодня это один из центральных районов города вокруг улицы Магистратская.